# Iwan Sziszmanow
Iwan Sziszmanow (bułg. Иван Шишманов, ur. 22 czerwca 1862 w Swisztowie, zm. 23 czerwca 1928 w Oslo) – bułgarski historyk i krytyk literatury, etnograf i folklorysta.

## Życiorys
Uczył się w szkole pedagogicznej w Wiedniu, później zrobił specjalizację z filozofii w Jenie i Genewie, w 1888 uzyskał doktorat na uniwersytecie w Lipsku. W 1888 był wśród założycieli uniwersytetu w Sofii, gdzie następnie został wykładowcą (od 1894 jako profesor), poza tym w latach 1889-1894 pracował w ministerstwie oświaty, 1889-1902 redagował czasopismo (wydawane do dziś) "Sbornik za narodni umotworenija, nauka i kniżnina" poświęcone słowiańskiemu folklorowi, współredagował także pismo "Byłgarski pregled", 1903-1904 był ministrem oświaty. Zainicjował założenie w Sofii m.in. Teatru Narodowego, Szkoły Muzycznej, Akademii Sztuk Pięknych i Muzeum Etnograficznego. W latach 20. był zwolennikiem ruchu paneuropejskiego. W swoich badaniach stosował metodologię pozytywistyczną. Pisał prace z dziedziny folkloru i piśmiennictwa odrodzenia narodowego oraz prace porównawcze literatury europejskiej XVIII wieku i artykuły publicystyczne.